# Tatjana Pinto
Tatjana Lofamakanda Pinto  (née le 2 juillet 1992 à Münster) est une athlète allemande, spécialiste des épreuves de sprint. Son père est portugais, sa mère angolaise.

## Biographie
En 2011 elle remporte avec ses compatriotes Alexandra Burghardt, Katharina Grompe et Anna-Lena Freese le titre européen junior du relais 4 × 100 mètres, dans un temps qui constitue le record d'Europe junior.
Elle remporte la médaille d'or du relais 4 × 100 m lors des Championnats d'Europe 2012 d'Helsinki, aux côtés de ses compatriotes Leena Günther, Anne Cibis et Verena Sailer. L'équipe d'Allemagne, qui établit la meilleure performance européenne de l'année, s'impose en 42 s 51, devant les Pays-Bas et la Pologne. Elle se classe par ailleurs huitième de l'épreuve du 100 m.
En 2016, Pinto remporte les Championnats d'Allemagne en salle sur 60 m en 7 s 07, nouveau record personnel. Elle porte désormais comme ambition casser la barrière des 11 secondes sur 100 m. Elle devient championne d'Allemagne sur 100 m le 19 juin en 11 s 22. Le 8 juillet, l'Allemande se classe 6e de la finale du 100 m des Championnats d'Europe d'Amsterdam en 11 s 33. Avec le relais 4 x 100 m, l'Allemagne s'empare de la médaille de bronze en 42 s 47, derrière les Pays-Bas (42 s 04) et le Royaume-Uni (42 s 45).
Le 26 janvier 2018, lors des séries de l'ISTAF Berlin, Tatjana Pinto établit la meilleure performance mondiale de l'année sur 60 m en 7 s 08, améliorant les 7 s 11 de l'ivoirienne Murielle Ahouré. Elle remporte la finale en 7 s 13, devant la Suissesse Mujinga Kambundji (7 s 14) et la Trinidadienne Michelle-Lee Ahye (7 s 16). Le 3 février, elle continue sa série de victoires en s'imposant à Karlsruhe en 7 s 10, malgré un mauvais départ, devant la Britannique Asha Philip (7 s 12) et sa compatriote Lisa Mayer (7 s 12).
Le 17 février 2018, à Dortmund, Tatjana Pinto remporte le titre national en salle du 60 m en 7 s 06, record personnel et seconde meilleure performance mondiale de l'année derrière la Suissesse Mujinga Kambundji, auteure de 7 s 03 quelques heures plus tôt.
Le 13 juillet 2019, elle bat son record sur 200 m en 22 s 73. Aux championnats d'Allemagne de Berlin, les 3 et 4 août, elle réalise le doublé 100 m / 200 m en 11 s 09 et 22 s 65, record personnel.
Lors des championnats du monde 2022, à Eugene, elle remporte la médaille de bronze relais 4 × 100 m, devancée par les Etats-Unis et la Jamaïque.

## Palmarès
| Date | Compétition                       | Lieu           | Résultat | Épreuve   | Temps         |
| ---- | --------------------------------- | -------------- | -------- | --------- | ------------- |
| 2010 | Championnats du monde juniors     | Moncton        | 6e       | 100 m     | 11 s 80       |
| 2010 | Championnats du monde juniors     | Moncton        | 2e       | 4 × 100 m | 43 s 74       |
| 2011 | Championnats d'Europe juniors     | Tallinn        | 3e       | 100 m     | 11 s 48       |
| 2011 | Championnats d'Europe juniors     | Tallinn        | 1re      | 4 × 100 m | 43 s 42       |
| 2012 | Championnats d'Europe             | Helsinki       | 8e       | 100 m     | 11 s 62       |
| 2012 | Championnats d'Europe             | Helsinki       | 1re      | 4 × 100 m | 42 s 51       |
| 2012 | Jeux olympiques                   | Londres        | 5e       | 4 × 100 m | 42 s 67       |
| 2013 | Championnats d'Europe espoirs     | Tampere        | 3e       | 100 m     | 11 s 50       |
| 2013 | Championnats d'Europe espoirs     | Tampere        | 1re      | 4 × 100 m | 43 s 29       |
| 2014 | Relais mondiaux de l'IAAF         | Nassau         | 6e       | 4 × 100 m | 43 s 37       |
| 2015 | Championnats d'Europe par équipes | Tcheboksary    | 4e       | 100 m     | 11 s 52       |
| 2015 | Championnats d'Europe par équipes | Tcheboksary    | 3e       | 4 x 100 m | 43 s 21       |
| 2016 | Championnats d'Europe             | Amsterdam      | 6e       | 100 m     | 11 s 33       |
| 2016 | Championnats d'Europe             | Amsterdam      | 3e       | 4 x 100 m | 42 s 47       |
| 2016 | Jeux olympiques                   | Rio de Janeiro | 4e       | 4 × 100 m | 42 s 10       |
| 2017 | Relais mondiaux de l'IAAF         | Nassau         | 1re      | 4 x 100 m | 42 s 84       |
| 2017 | Relais mondiaux de l'IAAF         | Nassau         | 2e       | 4 × 200 m | 1 min 30 s 68 |
| 2017 | Championnats du monde             | Londres        | 4e       | 4 x 100 m | 42 s 36       |
| 2018 | Championnats d'Europe             | Berlin         | 3e       | 4 × 100 m | 42 s 23       |
| 2022 | Championnats du monde             | Eugene         | 3e       | 4 x 100 m | 42 s 03       |

## Records
| Épreuve | Épreuve   | Temps   | Lieu     | Date              |
| ------- | --------- | ------- | -------- | ----------------- |
| 60 m    | En salle  | 7 s 06  | Dortmund | 17 février 2018   |
| 100 m   | Plein air | 11 s 00 | Mannheim | 29 juillet 2016   |
| 200 m   | Plein air | 22 s 63 | Doha     | 30 septembre 2019 |
| 200 m   | En salle  | 23 s 19 | Dortmund | 18 février 2018   |